# 대한국당
대한국당(大韓國黨, Great Korea Party)은 대한민국에 있었던 극우 성향의 정당이다. 2012년 3월 13일에 500여개에 달하는 보수 성향의 단체를 중심으로 창당했으며 봉태홍이 당 대표를 맡았다.
2012년 4월 11일에 실시된 제19대 국회의원 선거에서 지역구 1명, 비례대표 1명이 출마했다. 그러나 단 한 명의 당선자를 내지 못하고 득표율 미만으로 인해 중앙선거관리위원회로부터 정당 등록이 취소되었다.

## 역대 선거 현황

### 국회의원 선거
|  | 0% |

|  | 0.06% |

|  | 0% |